# Mariam Kromah
Mariam Kromah (sinh ngày 1 tháng 1 năm 1994) là một vận động viên chạy nước rút người Liberia. Cô đã tham dự Thế vận hội Mùa hè 2016 trong cuộc đua 400 mét nữ; thời gian 52,7 giây của cô ấy trong lượt chạy không đủ điều kiện để cô ấy vào bán kết.